# Championnat d'Allemagne de football 2015-2016
Navigation
Bundesliga
2014-2015 Bundesliga
2016-2017
La saison 2015-2016 est la 53e édition du championnat d'Allemagne de football. Elle oppose les dix-huit meilleurs clubs d'Allemagne en une série de trente-quatre journées.
Six places qualificatives pour les compétitions européennes seront attribuées par le biais du championnat (3 places directes en Ligue des champions, 1 en barrages, 1 place directe en Ligue Europa et 1 au troisième tour de qualification). Une autre place qualificative pour la Ligue Europa sera garantie au vainqueur de la DFB-Pokal. Les 2 derniers du championnat sont relégués en deuxième division, le 16e dispute les barrages contre le 3e de la deuxième division.
À une journée de la fin du championnat, le Bayern Munich s'octroie son 26e titre et quatrième consécutif, ce qui constitue une première dans l'histoire de la Bundesliga.

## Participants
| \| Bayern Dortmund Schalke Leverkusen Wolfsburg Hambourg M'gladbach Mayence Augsbourg Hoffenheim Berlin Hanovre Brême Francfort Stuttgart Cologne Ingolstadt Darmstadt \| Localisation des clubs engagés dans le championnat. |
| Bayern Dortmund Schalke Leverkusen Wolfsburg Hambourg M'gladbach Mayence Augsbourg Hoffenheim Berlin Hanovre Brême Francfort Stuttgart Cologne Ingolstadt Darmstadt                                                           |

Légende des couleurs
- Phase de groupes de la Ligue des champions 2015-2016
- Tour de barrages de la Ligue des champions 2015-2016
- Phase de groupes de la Ligue Europa 2015-2016
- Troisième tour de qualification de la Ligue Europa 2015-2016
- Promu de 2. Bundesliga 2014-2015

| Club                     | Se maintient depuis | Classement 2014-2015 | Entraîneur                                     | Depuis | Stade                    | Capacité théorique |
| ------------------------ | ------------------- | -------------------- | ---------------------------------------------- | ------ | ------------------------ | ------------------ |
| Bayern Munich            | 1965                | 1er                  | Pep Guardiola                                  | 2013   | Allianz Arena            | 71 000             |
| VfL Wolfsburg            | 1997                | 2e                   | Valérien Ismaël                                | 2016   | Volkswagen-Arena         | 30 000             |
| Borussia Mönchengladbach | 2008                | 3e                   | Lucien Favre André Schubert                    | 2015   | Borussia-Park            | 54 010             |
| Bayer Leverkusen         | 1979                | 4e                   | Roger Schmidt                                  | 2014   | BayArena                 | 30 210             |
| FC Augsbourg             | 2011                | 5e                   | Markus Weinzierl                               | 2012   | SGL arena                | 30 660             |
| Schalke 04               | 1991                | 6e                   | André Breitenreiter                            | 2015   | Veltins-Arena            | 61 673             |
| Borussia Dortmund        | 1976                | 7e                   | Thomas Tuchel                                  | 2015   | Signal Iduna Park        | 80 645             |
| TSG 1899 Hoffenheim      | 2008                | 8e                   | Markus Gisdol Huub Stevens Julian Nagelsmann   | 2016   | Rhein-Neckar-Arena       | 30 150             |
| Eintracht Francfort      | 2012                | 9e                   | Armin Veh Niko Kovač                           | 2016   | Commerzbank-Arena        | 51 500             |
| Werder Brême             | 1981                | 10e                  | Viktor Skripnik                                | 2014   | Weserstadion             | 42 100             |
| FSV Mayence              | 2009                | 11e                  | Martin Schmidt                                 | 2015   | Coface Arena             | 34 000             |
| 1. FC Cologne            | 2014                | 12e                  | Peter Stöger                                   | 2013   | RheinEnergieStadion      | 50 000             |
| Hanovre 96               | 2002                | 13e                  | Michael Frontzeck Thomas Schaaf Daniel Stendel | 2015   | HDI-Arena                | 49 000             |
| VfB Stuttgart            | 1977                | 14e                  | Alexander Zorniger Jürgen Kramny               | 2015   | Mercedes-Benz Arena      | 60 441             |
| Hertha BSC               | 2013                | 15e                  | Pál Dárdai                                     | 2015   | Olympiastadion           | 74 244             |
| Hambourg SV              | 1963                | 16e                  | Bruno Labbadia                                 | 2015   | Imtech Arena             | 57 000             |
| FC Ingolstadt 04         | 2015                | 1er (2. BL)          | Ralph Hasenhüttl                               | 2013   | Audi-Sportpark           | 15 800             |
| SV Darmstadt 98          | 2015                | 2e (2. BL)           | Dirk Schuster                                  | 2012   | Stadion am Böllenfalltor | 17 000             |

## Compétition

### Classement
Le classement est calculé avec le barème de points suivant : une victoire vaut trois points, le match nul un. La défaite ne rapporte aucun point.
Source : Classement officiel sur le site de la Ligue allemande de football professionnel.
| Rang | Équipe                   | Pts | J  | G  | N  | P  | Bp | Bc | Diff |
| ---- | ------------------------ | --- | -- | -- | -- | -- | -- | -- | ---- |
| 1    | Bayern Munich T C S      | 88  | 34 | 28 | 4  | 2  | 80 | 17 | +63  |
| 2    | Borussia Dortmund        | 78  | 34 | 24 | 6  | 4  | 82 | 34 | +48  |
| 3    | Bayer Leverkusen         | 60  | 34 | 18 | 6  | 10 | 56 | 40 | +16  |
| 4    | Borussia Mönchengladbach | 55  | 34 | 17 | 4  | 13 | 67 | 50 | +17  |
| 5    | Schalke 04               | 52  | 34 | 15 | 7  | 12 | 51 | 49 | +2   |
| 6    | FSV Mayence              | 50  | 34 | 14 | 8  | 12 | 46 | 42 | +4   |
| 7    | Hertha Berlin            | 50  | 34 | 14 | 8  | 12 | 42 | 42 | 0    |
| 8    | VfL Wolfsburg            | 45  | 34 | 12 | 9  | 13 | 47 | 49 | -2   |
| 9    | FC Cologne               | 43  | 34 | 10 | 13 | 11 | 38 | 42 | -4   |
| 10   | Hambourg SV              | 41  | 34 | 11 | 8  | 15 | 40 | 46 | -6   |
| 11   | FC Ingolstadt P          | 40  | 34 | 10 | 10 | 14 | 33 | 42 | -9   |
| 12   | FC Augsbourg             | 38  | 34 | 9  | 11 | 14 | 42 | 52 | -10  |
| 13   | Werder Brême             | 38  | 34 | 10 | 8  | 16 | 50 | 65 | -15  |
| 14   | SV Darmstadt P           | 38  | 34 | 9  | 11 | 14 | 38 | 53 | -15  |
| 15   | TSG Hoffenheim           | 37  | 34 | 9  | 10 | 15 | 39 | 54 | -15  |
| 16   | Eintracht Francfort      | 36  | 34 | 9  | 9  | 16 | 34 | 52 | -18  |
| 17   | VfB Stuttgart            | 33  | 34 | 9  | 6  | 19 | 50 | 75 | -25  |
| 18   | Hanovre 96               | 25  | 34 | 7  | 4  | 23 | 31 | 62 | -31  |

Qualifications européennes
Ligue des champions 2016-2017
- 1er, 2e et 3e : phase de groupes
- 4e : tour de barrages pour non-champions

Ligue Europa 2016-2017
- 5e et 6e : phase de groupes
- 7e : 3e tour de qualification

Relégation en 2. Bundesliga
- 16e : barrages de relégation
- 17e et 18e : relégation

Abréviations
- T : Tenant du titre
- C : Vainqueur de la DFB-Pokal 2015-2016
- S : Vainqueur de la Supercoupe d'Allemagne 2015
- P : Promus de 2. Bundesliga 2014-2015

### Matchs
| Résultats (▼dom., ►ext.)                                   | AUG | LEV | BMU | DOR | MGL | COL | DAR | FRA | HAM | H96 | BER | HOF | ING | MAY | S04 | STU | WER | WOB |
| Augsbourg                                                  |     | 3-3 | 1-3 | 1-3 | 2-2 | 0-0 | 0-2 | 0-0 | 1-3 | 2-0 | 0-1 | 1-3 | 0-1 | 3-3 | 2-1 | 1-0 | 1-2 | 0-0 |
| Bayer Leverkusen                                           | 1-1 |     | 0-0 | 0-1 | 5-0 | 1-2 | 0-1 | 3-0 | 1-0 | 3-0 | 2-1 | 2-1 | 3-2 | 1-0 | 1-1 | 4-3 | 1-4 | 3-0 |
| Bayern Munich                                              | 2-1 | 3-0 |     | 5-1 | 1-1 | 4-0 | 3-1 | 1-0 | 5-0 | 3-1 | 2-0 | 2-0 | 2-0 | 1-2 | 3-0 | 4-0 | 5-0 | 5-1 |
| Borussia Dortmund                                          | 5-1 | 3-0 | 0-0 |     | 4-0 | 2-2 | 2-2 | 4-1 | 3-0 | 1-0 | 3-1 | 3-1 | 2-0 | 2-0 | 3-2 | 4-1 | 3-2 | 5-1 |
| Borussia M'gladbach                                        | 4-2 | 2-1 | 3-1 | 1-3 |     | 1-0 | 3-2 | 3-0 | 0-3 | 2-1 | 5-0 | 3-1 | 0-0 | 1-2 | 3-1 | 4-0 | 5-1 | 2-0 |
| Cologne                                                    | 0-1 | 0-2 | 0-1 | 2-1 | 1-0 |     | 4-1 | 3-1 | 2-1 | 0-1 | 0-1 | 0-0 | 1-1 | 0-0 | 1-3 | 1-3 | 0-0 | 1-1 |
| Darmstadt                                                  | 2-2 | 1-2 | 0-3 | 0-2 | 0-2 | 0-0 |     | 1-2 | 1-1 | 2-2 | 0-4 | 0-0 | 2-0 | 2-3 | 0-2 | 2-2 | 2-1 | 0-1 |
| Eintracht Francfort                                        | 1-1 | 1-3 | 0-0 | 1-0 | 1-5 | 6-2 | 0-1 |     | 0-0 | 1-0 | 1-1 | 0-2 | 1-1 | 2-1 | 0-0 | 2-4 | 2-1 | 3-2 |
| Hambourg                                                   | 0-1 | 0-0 | 1-2 | 3-1 | 3-2 | 1-1 | 1-2 | 0-0 |     | 1-2 | 2-0 | 1-3 | 1-1 | 1-3 | 0-1 | 3-2 | 2-1 | 0-1 |
| Hanovre 96                                                 | 0-1 | 0-1 | 0-1 | 2-4 | 2-0 | 0-2 | 1-2 | 1-2 | 0-3 |     | 1-3 | 1-0 | 4-0 | 0-1 | 1-3 | 1-3 | 1-0 | 0-4 |
| Hertha BSC                                                 | 0-0 | 2-1 | 0-2 | 0-0 | 1-4 | 2-0 | 1-2 | 2-0 | 3-0 | 2-2 |     | 1-0 | 2-1 | 2-0 | 2-0 | 2-1 | 1-1 | 1-1 |
| Hoffenheim                                                 | 2-1 | 1-1 | 1-2 | 1-1 | 3-3 | 1-1 | 0-2 | 0-0 | 0-1 | 1-0 | 2-1 |     | 2-1 | 3-2 | 1-4 | 2-2 | 1-3 | 1-0 |
| Ingolstadt                                                 | 2-1 | 0-1 | 1-2 | 0-4 | 1-0 | 1-1 | 3-1 | 2-0 | 0-1 | 2-2 | 0-1 | 1-1 |     | 1-0 | 3-0 | 3-3 | 2-0 | 0-0 |
| Mayence                                                    | 4-2 | 3-1 | 0-3 | 0-2 | 1-0 | 2-3 | 0-0 | 2-1 | 0-0 | 3-0 | 0-0 | 3-1 | 0-1 |     | 2-1 | 0-0 | 1-3 | 2-0 |
| Schalke 04                                                 | 1-1 | 2-3 | 1-3 | 2-2 | 2-1 | 0-3 | 1-1 | 2-0 | 3-2 | 3-1 | 2-1 | 1-0 | 1-1 | 2-1 |     | 1-1 | 1-3 | 3-0 |
| Stuttgart                                                  | 0-4 | 0-2 | 1-3 | 0-3 | 1-3 | 1-3 | 2-0 | 1-4 | 2-1 | 1-2 | 2-0 | 5-1 | 1-0 | 1-3 | 0-1 |     | 1-1 | 3-1 |
| Werder Brême                                               | 1-2 | 0-3 | 0-1 | 1-3 | 2-1 | 1-1 | 2-2 | 1-0 | 1-3 | 4-1 | 3-3 | 1-1 | 0-1 | 1-1 | 0-3 | 6-2 |     | 3-2 |
| Wolfsburg                                                  | 0-2 | 2-1 | 0-2 | 1-2 | 2-1 | 1-1 | 1-1 | 2-1 | 1-1 | 1-1 | 2-0 | 4-2 | 2-0 | 1-1 | 3-0 | 3-1 | 6-0 |     |
| - Victoire à domicile - Match nul - Victoire à l'extérieur |     |     |     |     |     |     |     |     |     |     |     |     |     |     |     |     |     |     |

### Évolution du classement
| Journée →  | 1  | 2  | 3  | 4  | 5  | 6  | 7  | 8  | 9  | 10 | 11 | 12 | 13 | 14 | 15 | 16 | 17 | 18 | 19 | 20 | 21 | 22 | 23 | 24 | 25 | 26 | 27 | 28 | 29 | 30 | 31 | 32 | 33 | 34 | 1er | bar. | rel. |
| Équipe ↓   |    |    |    |    |    |    |    |    |    |    |    |    |    |    |    |    |    |    |    |    |    |    |    |    |    |    |    |    |    |    |    |    |    |    |     |      |      |
| ---------- | -- | -- | -- | -- | -- | -- | -- | -- | -- | -- | -- | -- | -- | -- | -- | -- | -- | -- | -- | -- | -- | -- | -- | -- | -- | -- | -- | -- | -- | -- | -- | -- | -- | -- | --- | ---- | ---- |
| Munich     | 1  | 2  | 2  | 2  | 2  | 1  | 1  | 1  | 1  | 1  | 1  | 1  | 1  | 1  | 1  | 1  | 1  | 1  | 1  | 1  | 1  | 1  | 1  | 1  | 1  | 1  | 1  | 1  | 1  | 1  | 1  | 1  | 1  | 1  | 30  |      |      |
| Dortmund   | 2  | 1  | 1  | 1  | 1  | 2  | 2  | 2  | 2  | 2  | 2  | 2  | 2  | 2  | 2  | 2  | 2  | 2  | 2  | 2  | 2  | 2  | 2  | 2  | 2  | 2  | 2  | 2  | 2  | 2  | 2  | 2  | 2  | 2  | 4   |      |      |
| Leverkusen | 5  | 3  | 6  | 13 | 13 | 11 | 5  | 9  | 7  | 6  | 7  | 8  | 6  | 6  | 8  | 6  | 5  | 5  | 4  | 5  | 3  | 4  | 6  | 7  | 8  | 7  | 6  | 5  | 4  | 3  | 3  | 3  | 3  | 3  |     |      |      |
| M'gladbach | 17 | 18 | 18 | 18 | 18 | 16 | 14 | 13 | 10 | 7  | 5  | 6  | 5  | 4  | 3  | 5  | 4  | 4  | 6  | 6  | 7  | 5  | 4  | 4  | 6  | 4  | 5  | 4  | 5  | 5  | 5  | 4  | 4  | 4  |     | 1    | 5    |
| Schalke 04 | 3  | 4  | 10 | 5  | 4  | 3  | 3  | 3  | 3  | 3  | 4  | 5  | 7  | 8  | 6  | 8  | 6  | 6  | 5  | 4  | 5  | 6  | 7  | 6  | 4  | 5  | 4  | 7  | 7  | 7  | 7  | 6  | 7  | 5  |     |      |      |
| Mayence    | 13 | 8  | 5  | 10 | 7  | 9  | 12 | 8  | 11 | 13 | 12 | 9  | 11 | 9  | 7  | 7  | 8  | 8  | 8  | 7  | 6  | 7  | 5  | 5  | 5  | 6  | 7  | 6  | 6  | 6  | 6  | 7  | 5  | 6  |     |      |      |
| Berlin     | 7  | 7  | 9  | 7  | 11 | 5  | 6  | 4  | 5  | 5  | 6  | 4  | 4  | 5  | 4  | 3  | 3  | 3  | 3  | 3  | 4  | 3  | 3  | 3  | 3  | 3  | 3  | 3  | 3  | 4  | 4  | 5  | 6  | 7  |     |      |      |
| Wolfsburg  | 5  | 6  | 3  | 3  | 3  | 4  | 4  | 7  | 4  | 4  | 3  | 3  | 3  | 3  | 5  | 4  | 7  | 7  | 7  | 8  | 8  | 8  | 8  | 8  | 7  | 8  | 8  | 8  | 8  | 8  | 10 | 10 | 8  | 8  |     |      |      |
| Cologne    | 4  | 5  | 4  | 8  | 5  | 7  | 7  | 5  | 6  | 9  | 9  | 7  | 9  | 10 | 10 | 10 | 9  | 9  | 9  | 9  | 9  | 9  | 10 | 10 | 12 | 9  | 9  | 11 | 11 | 10 | 8  | 8  | 9  | 9  |     |      |      |
| Hambourg   | 18 | 10 | 13 | 12 | 10 | 6  | 10 | 11 | 12 | 10 | 10 | 11 | 10 | 7  | 9  | 9  | 10 | 11 | 11 | 13 | 11 | 12 | 11 | 11 | 10 | 12 | 12 | 10 | 10 | 12 | 11 | 11 | 11 | 10 |     |      | 1    |
| Ingolstadt | 7  | 9  | 7  | 9  | 6  | 8  | 8  | 6  | 8  | 8  | 8  | 10 | 8  | 11 | 11 | 11 | 11 | 10 | 10 | 10 | 12 | 10 | 9  | 9  | 9  | 10 | 10 | 9  | 9  | 9  | 9  | 9  | 10 | 11 |     |      |      |
| Augsbourg  | 13 | 14 | 15 | 14 | 14 | 14 | 16 | 16 | 18 | 18 | 18 | 18 | 17 | 16 | 16 | 13 | 12 | 13 | 12 | 14 | 14 | 13 | 13 | 13 | 14 | 13 | 15 | 16 | 15 | 14 | 12 | 12 | 12 | 12 |     | 5    | 5    |
| Brême      | 16 | 15 | 11 | 6  | 9  | 13 | 13 | 14 | 16 | 14 | 16 | 14 | 14 | 15 | 15 | 14 | 16 | 16 | 16 | 16 | 16 | 16 | 16 | 15 | 13 | 15 | 14 | 15 | 16 | 16 | 16 | 15 | 16 | 13 |     | 14   |      |
| Darmstadt  | 9  | 11 | 12 | 11 | 12 | 10 | 9  | 10 | 9  | 11 | 13 | 13 | 13 | 12 | 12 | 12 | 13 | 12 | 14 | 11 | 13 | 14 | 14 | 14 | 15 | 14 | 13 | 13 | 13 | 11 | 13 | 14 | 13 | 14 |     |      |      |
| Hoffenheim | 11 | 16 | 14 | 15 | 15 | 17 | 15 | 15 | 17 | 17 | 17 | 17 | 18 | 18 | 18 | 17 | 18 | 17 | 17 | 17 | 17 | 17 | 17 | 17 | 17 | 17 | 16 | 14 | 14 | 13 | 14 | 13 | 14 | 15 |     | 2    | 19   |
| Francfort  | 11 | 12 | 8  | 4  | 8  | 12 | 11 | 12 | 13 | 12 | 11 | 12 | 12 | 13 | 13 | 15 | 14 | 14 | 13 | 15 | 15 | 15 | 15 | 16 | 16 | 16 | 17 | 17 | 17 | 17 | 17 | 16 | 15 | 16 |     | 5    | 5    |
| Stuttgart  | 15 | 17 | 17 | 17 | 17 | 15 | 17 | 18 | 15 | 16 | 15 | 16 | 16 | 17 | 17 | 18 | 15 | 15 | 15 | 12 | 10 | 11 | 12 | 12 | 11 | 11 | 11 | 12 | 12 | 15 | 15 | 17 | 17 | 17 |     | 3    | 12   |
| Hanovre    | 9  | 12 | 16 | 16 | 16 | 18 | 18 | 17 | 14 | 15 | 14 | 15 | 15 | 14 | 14 | 16 | 17 | 18 | 18 | 18 | 18 | 18 | 18 | 18 | 18 | 18 | 18 | 18 | 18 | 18 | 18 | 18 | 18 | 18 |     | 4    | 21   |

### Barrages de promotion/relégation
À la fin de la saison, le 16e de 1. Bundesliga (Eintracht Francfort) affronte la troisième meilleure équipe de 2. Bundesliga (FC Nuremberg) dans une double confrontation aller-retour, promotion-relégation. Francfort en sort vainqueur sur le score cumulé de deux buts à un et se maintient en 1. Bundesliga.
| Match aller | (BL) Eintracht Francfort | 1 - 1   | FC Nuremberg (2. BL) | Commerzbank-Arena, Francfort-sur-le-Main |  |
| 19 mai 2016 | Gaćinović 65e            | (0 - 1) | 43e (csc) Russ       |                                          |  |

| Match retour | (2. BL) FC Nuremberg | 0 - 1   | Eintracht Francfort (BL) | Grundig Stadion, Nuremberg |  |
| 23 mai 2016  |                      | (0 - 0) | 66e Seferović            |                            |  |

L'Eintracht Francfort se maintient en Bundesliga aux dépens du FC Nuremberg sur un score cumulé de 2 - 1.

### Déroulement de la saison

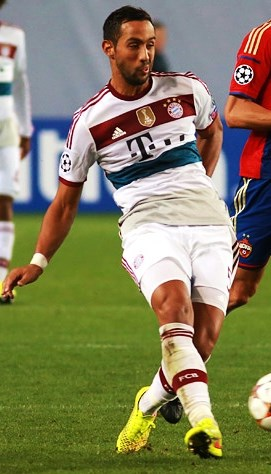
Mehdi Benatia inscrit le premier but de la saison 2015-2016

Le Bayern Munich commence la saison par une large victoire contre Hambourg 5-0 en match avancé de la première journée, Douglas Costa nouvelle recrue bavaroise est l'un des principaux protagonistes de ce premier succès, Thomas Müller inscrit notamment un doublé. Le promu FC Ingolstadt 04 remporte son premier match 1-0 contre Mayence, c'est la première victoire dans l'élite du football allemand pour cette formation. Le match entre les deux Borussia, Dortmund et Mönchengladbach voit le premier s'imposer 4-0 à domicile, lançant comme le club bavarois parfaitement sa saison. Le dernier duel de cette journée, Stuttgart reçoit Cologne, les buts seront marqués dans les vingt dernière minutes, l'équipe des visiteurs l'emportera 3-1.
La deuxième journée verra un record égalé. Kevin Volland l'attaquant de Hoffenheim, ouvre la marque contre le Bayern au bout de 9 secondes de jeu, il surpasse même légèrement Karim Bellarabi pour trois dixième, détenteur du record la saison passée. Réduit à dix après une expulsion de Boateng, les Bavarois l'emporteront tout de même 1-2 avec 73 % de possession de balle. Le Borussia Dortmund réalise la même performance que lors de la première journée avec une victoire 4-0 contre le promu Ingolstadt. En ce début de saison, que ce soit en Bundesliga ou en Ligue Europa, les joueurs de la Ruhr ont inscrit quatre buts à chacune de leur confrontation.
Avec trois victoires en trois journées, le Bayern et Dortmund semblent bien partis pour être les deux prétendants au titre. Au terme de la quatrième journée, le club de la Ruhr reste leader devant son rival bavarois grâce à la différence de buts. À noter que la victoire du Bayern sur Augsbourg est obtenue grâce à un pénalty très contestable.
La sixième journée oppose notamment le Bayern Munich au VfL Wolfsburg. Mené 0-1 à la pause sur sa pelouse de l'Allianz Arena, le club bavarois va renverser totalement la situation. L'attaquant polonais Robert Lewandowski entré pour le début de la seconde période inscrit 5 buts en 9 minutes de la 51e à la 60e. Ce quintuplé devient le plus rapide de l'histoire du championnat ; cela faisait 24 ans qu'un quintuplé n'avait plus été réalisé en Bundesliga.
Le 20 septembre 2015 : Lucien Favre démissionne de son poste du Borussia Mönchengladbach. Il est remplacé par André Schubert le 21 septembre.
Le 4 octobre à l'Allianz Arena, les Bavarois s'imposent 5-1 contre le Borussia Dortmund. Ce résultat donne sept points d'avance aux joueurs de Pep Guardiola au bout de huit journées. Le samedi 24 octobre, le club bavarois obtient sa millième victoire en championnat. Le 5 décembre, il concède sa première défaite en championnat (3-1) contre le Borussia Mönchengladbach.
Le 26 octobre 2015 : l'entraineur allemand Markus Gisdol du club d'Hoffenheim est remplacé par Huub Stevens étant donné que le TSG 1899 Hoffenheim ne compte qu'une seule victoire en 10 matchs.
Le 28 décembre de la même année, Thomas Schaaf s'engage avec le club de Hanovre 96 en remplacement de Michael Frontzeck
Le 10 février 2016 : l'entraineur néerlandais Huub Stevens du club d'Hoffenheim démissionne de son poste pour des raisons médicales. Il est remplacé par Julian Nagelsmann (28 ans) et qui devient par la même occasion le plus jeune entraineur de l'histoire de la Bundesliga.
Le 21 février le Borussia Dortmund s'impose 1-0 à Leverkusen. Ce succès permet au 11 de la Ruhr de rester un solide dauphin du Bayern. Fait inédit cette rencontre sera interrompu par l'arbitre après une altercation de ce dernier avec l'entraineur du Bayer Roger Schmidt.
Le 28 février le BVB obtient une victoire précieuse à domicile contre Hoffenheim (3-1) après avoir longtemps était mené au score. Cela permet à la formation de Thomas Tuchel de rester à 8 points des bavarois.
Le 2 mars, le Bayern Munich concède sa première défaite à domicile contre Mayence (1-2), tandis que le Borussia Dortmund ramène une victoire en déplacement sur la pelouse de Darmstadt (0-2). Avant la rencontre directe du 5 mars au Signal Iduna Park, les deux équipes sont séparées de 5 points au classement général. Le 5 mars, les deux équipes ne peuvent se départager (0-0) ; le leader bavarois conserve toujours 5 points d'avance sur son dauphin.
Après avoir limogé son entraineur Armin Veh à l'issue de la 25e journée, le club Eintracht Frankfurt annonce son remplaçant, le Croate Niko Kovač, le 8 mars 2016.

## Statistiques

### Meilleurs buteurs
| Rang | Joueur                    | Club                     | Buts |
| ---- | ------------------------- | ------------------------ | ---- |
| 1    | Robert Lewandowski        | Bayern Munich            | 30   |
| 2    | Pierre-Emerick Aubameyang | Borussia Dortmund        | 25   |
| 3    | Thomas Müller             | Bayern Munich            | 20   |
| 4    | Chicharito                | Bayer Leverkusen         | 17   |
| 5    | Anthony Modeste           | 1.FC Cologne             | 15   |
| 6    | Claudio Pizarro           | Werder Brême             | 14   |
| 6    | Sandro Wagner             | SV Darmstadt 98          | 14   |
| 6    | Salomon Kalou             | Hertha Berlin            | 14   |
| 9    | Raffael                   | Borussia Mönchengladbach | 13   |
| 9    | Daniel Didavi             | VfB Stuttgart            | 13   |

### Meilleurs passeurs
| Rang | Joueur             | Club                     | Passes |
| ---- | ------------------ | ------------------------ | ------ |
| 1    | Henrikh Mkhitaryan | Borussia Dortmund        | 15     |
| 2    | Karim Bellarabi    | Bayer 04 Leverkusen      | 11     |
| 3    | Zlatko Junuzović   | Werder Brême             | 10     |
| 3    | Raffael            | Borussia Mönchengladbach | 10     |
| 5    | Douglas Costa      | Bayern Munich            | 9      |
| 6    | Mahmoud Dahoud     | Borussia Mönchengladbach | 8      |
| 6    | Lars Stindl        | Borussia Mönchengladbach | 8      |
| 8    | Gonzalo Castro     | Borussia Dortmund        | 7      |
| 8    | Shinji Kagawa      | Borussia Dortmund        | 7      |
| 8    | Kevin Volland      | Hoffenheim               | 7      |